# KmPlot
KmPlot — графопостроитель функций, входящий в пакет образовательных программ KDE Education Project. Распространяется согласно GNU General Public License.

## Возможности программы
- Работа с параметрическими функциями и функциями заданными в полярных координатах.
- Несколько режимов отображения координатной сетки.
- Расчёт площади, ограниченной осью абсцисс и графиком в некотором диапазоне.
- Поиск экстремумов функции.
- Построение производной и первообразной от функции.